# Tormenta tropical Theta
El 6 de noviembre, el NHC comenzó a rastrear un área potencial para el desarrollo de un sistema de baja presión en el Atlántico noreste. Posteriormente se formó una baja no 
tropical el 8 de noviembre y se organizó mejor cuando comenzó a desprenderse de un límite frontal. A las 03:00 UTC del 10 de noviembre, se convirtió en la Tormenta Subtropical Theta, la primera tormenta con nombre número 29 en una temporada de huracanes en el Atlántico, rompiendo el récord establecido en 2005. A las 13:55 UTC, las estimaciones de imágenes de satélite revelaron que Theta se había fortalecido a su máxima intensidad con vientos sostenidos de 70 mph (110 km/h) y una presión de 989 mb. Theta mantuvo su intensidad ya que se volvió completamente tropical a las 21:00 UTC. 
Los efectos de la fuerte cizalladura del suroeste y las aguas más frías comenzaron a afectar a Theta y la tormenta tropical comenzó a debilitarse lentamente el 11 de noviembre a las 09:00 UTC. Esa noche, Theta comenzó a reorganizarse debido a condiciones ligeramente mejores, y al día siguiente, se había fortalecido ligeramente. La convección continuó aumentando y disminuyendo alrededor del centro a medida que fluctuaba en intensidad durante los siguientes dos días, antes de que el sistema comenzara a debilitarse nuevamente a principios del 14 de noviembre. Continuó hacia el este, disminuyendo, ya que apenas resistía como un ciclón tropical. A las 0900 UTC del día siguiente, Theta se debilitó hasta convertirse en una depresión tropical.

## Historia meteorológica

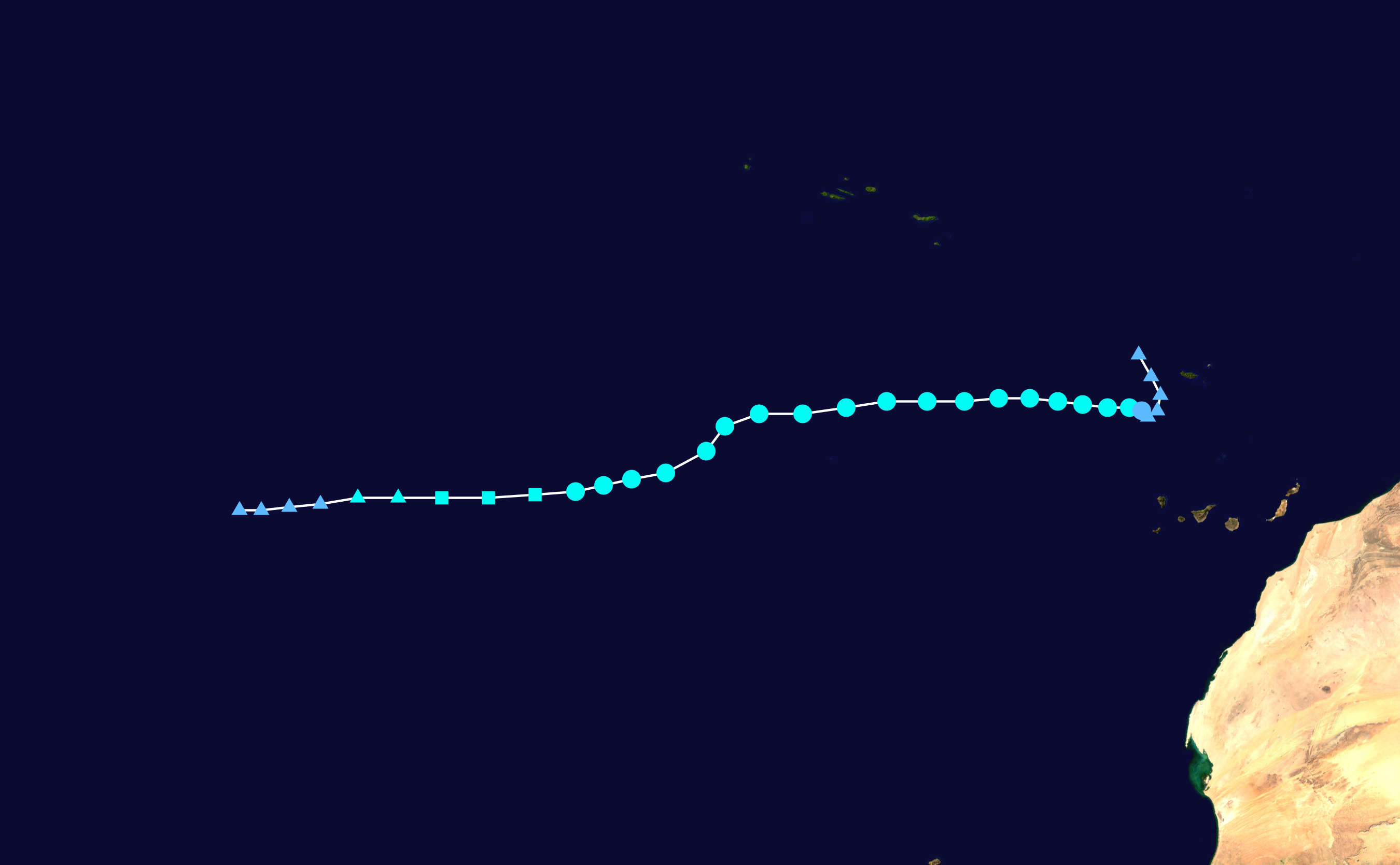
Recorrido de la tormenta tropical Theta

- Datos: Q109310926